# Nemo umquam imperium flagitio quaesitum bonis artibus exercuit
 Nemo umquam imperium flagitio quaesitum bonis artibus exercuit  лат. (изговор:  немо умквам империјум флагицио квезитум бонис артибус егзеркуит). Злочинством стечену власт није никад нико поштеним средствима вршио. (Тацит)

## Поријекло изреке
Ову изреку је изрекао у смјени првог у други вијек нове ере познати римски говорник, правник,  сенатор и један од највећих античких историчара, Гај Корнелије Тацит  (лат. Gaius Cornellus Tacitus.

## Тумачење
Злочином стечена власт не може се поштено вршити. Злочинац, и стиче и врши власт, на једнак начин- непоштено!